# Demissão

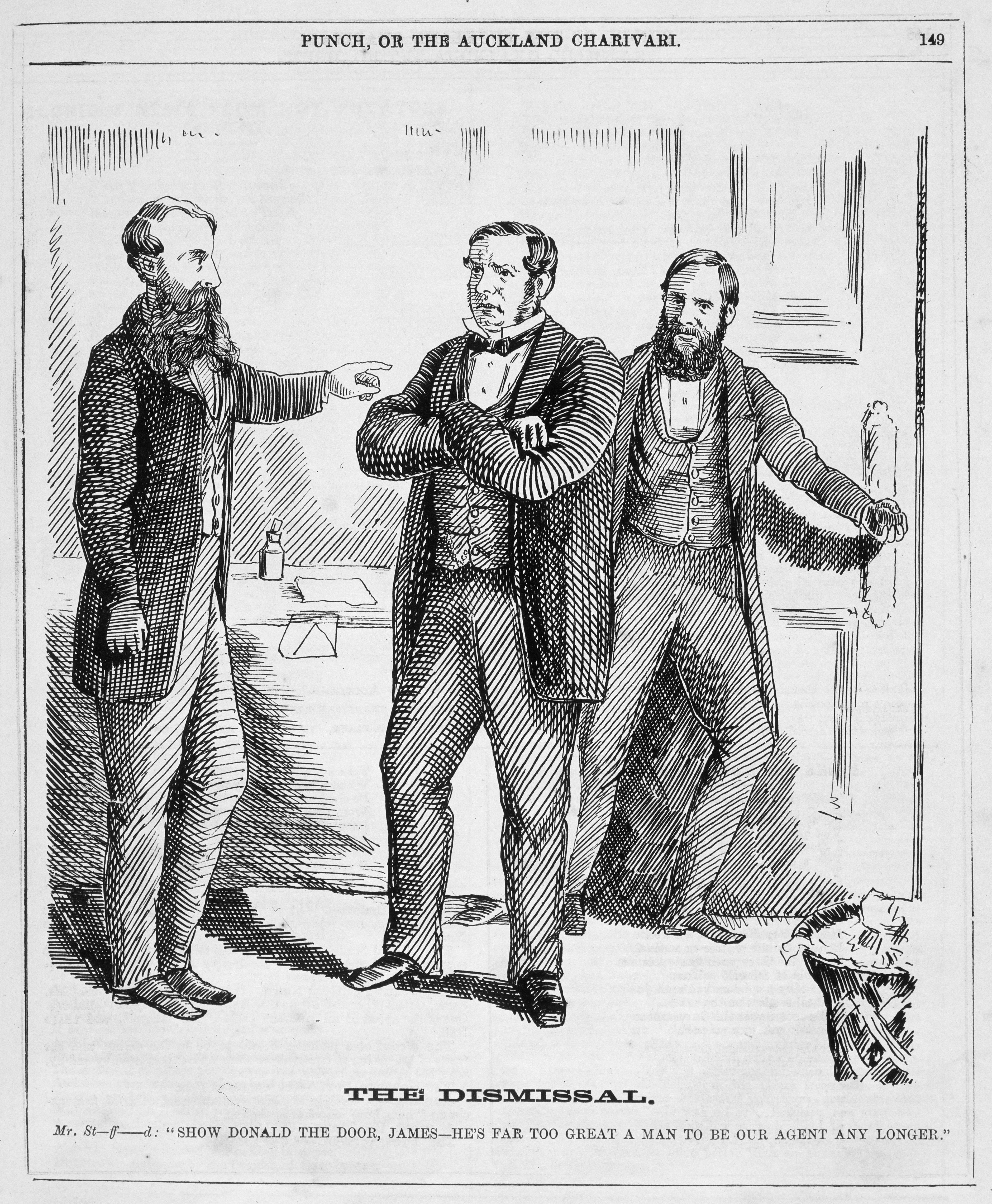
Cartoon de 1869 intitulado "A demissão"

Demissão (do termo latino demissione) ou desligamento é o termo aplicado para a rescisão de uma atividade remunerada. Trata-se de uma prática que pode ser adotada por parte das empresas na busca de competitividade em tempos de globalização. Neste sentido, outros métodos de reorganização das empresas e que implicam em algum tipo de corte de pessoal têm sido adotados, sendo os mais comuns: downsizing, reengenharia, fusões e aquisições, dentre outros. Fato é que a demissão, bem como a sua consequência, o desemprego, provocaram significativas transformações nas relações de trabalho e emprego e passaram a ser vistas como sendo inevitáveis para as organizações. Demissões, bem como admissões, são acontecimentos corriqueiros no ambiente corporativo. Assim, ao fazer uma retrospectiva no âmbito acadêmico, percebe-se que o interesse por esse tema ocorreu a partir da depressão americana (por volta da década de 1930) até o início da década de 1980. E as conclusões mais relevantes foram:
- são vários os reflexos negativos que a perda do emprego acarreta na vida da pessoa demitida;
- existem um conjunto de fatores que influenciam o impacto da demissão, por isso ele costuma variar de pessoa para pessoa;
- é necessário levar em consideração tanto as dimensões objetivas como as subjetivas.

## Causas
Vale ressaltar que tanto o funcionário quanto o empregador podem dar início ao processo de desligamento na empresa. Esse ocorre por diversos motivos, por isso é de extrema importância analisar o contexto em que se insere a dispensa do trabalhador. Há leis que regulam o processo de demissão, e essas devem ser seguidas para evitar problemas futuros.
Sobre a demissão:
- Pode ser feita por justa causa. Nesse contexto, o empregado perde direito a todos os benefícios previstos por lei (aviso prévio, férias vencidas, férias proporcionais, 1/3 de férias, 13º salário, Fundo de Garantia do Tempo de Serviço, multa de 40% do FGTS e Seguro-Desemprego);
- Pode ser feita sem justa causa. Nessa situação, o empregado deve buscar seus direitos, que são garantidos por lei;
- Pode ocorrer ao término de contrato de trabalho temporário;
- Por vontade do empregado, voluntariamente, existindo a possibilidade de a empresa exigir que o funcionário cumpra o aviso prévio;
- Pode ser decretada pelo empregador de acordo com adversidades (como falência ou aposentadoria).[5][6]

## Efeitos organizacionais
Sabe-se que a demissão ocasiona diversas consequências para o âmbito organizacional, por exemplo, os efeitos no ambiente de trabalho, na eficiência interna, na eficácia organizacional, nas relações de trabalho e na imagem externa.
Desde os anos 1980, foram acontecendo várias mudanças no âmbito organizacional e, por isso, as relações de emprego foram afetadas também. A partir disso, surgiram novas formas de trabalho, sejam elas informais, em períodos integrais e temporários, jobsharing e a terceirização, aumentando, assim, as demissões nas organizações.
Dessa forma, a empresa precisa estar atenta aos funcionários que permanecem, se reorganizando e compreendendo que os efeitos causados atingem níveis diversos e somente dessa forma, pode-se conduzir um processo transparente e prezar para que os funcionários que permaneçam na empresa, continuem produzindo da mesma forma.
As empresas são tão mal preparadas quanto os funcionários, quando o assunto é demissão. A forma que a empresa conduz o processo, pode ser entendida pelos funcionários que permanecem, como um "recado" de como reconhece ou não os seus colaboradores. Em razão disso, podem surgir problemas como baixa autoestima, sarcasmos aos esforços demandados para tal atividade, falta de envolvimento pessoal, dentre outros. É importante lembrar, que a demissão em alguns casos, torna-se necessária, por problemas que fogem do controle da empresa, como aspectos econômicos, ambientais, tecnológicos, dentre outros. Mesmo assim, é necessário que a organização se preocupe com estratégias de mudanças na forma como gerir os remanescentes, ao invés de focar somente na redução de custos, podendo optar também por outras alternativas em relação à demissão, como transferências e reaproveitamento de pessoal. 

## Efeitos no indivíduo
Além dos efeitos organizacionais supracitados, a demissão causa efeitos principalmente no membro demitido, ou seja, na pessoa que deixou de fazer parte do "quadro de funcionários" da organização. Esses efeitos são sociais, econômicos, emocionais, físicos, psicológicos, dentre outros.

### Efeitos econômicos e sociais
Os empregados são consumidores e, com a perda do emprego, eles têm seu poder de compra minimizado. Ou seja, após ser demitido, o indivíduo tende a consumir bem menos do que uma pessoa que está empregada por alguma organização. Neste sentido, muitos economistas defendem que, se o volume de pessoas desempregadas for muito grande, os impactos econômicos disso serão extremamente significantes. Em tempos de crises, o aumento do desemprego aumenta ainda mais a recessão da economia. No âmbito social, as demissões, principalmente quando mal conduzidas, podem trazer efeitos terríveis para o indivíduo demitido. Ao parar de fazer parte de determinada organização, a pessoa pode também pode querer se isolar socialmente, ficando propensa a anomalias sociais, como suicídios, além da propensão à prática de crimes.

### Efeitos emocionais
A demissão pode ser emocionalmente fatal para o demitido, principalmente em função do estresse acarretado pela experiência vivida. Muitos estudos revelam que a perda de emprego está fortemente vinculada com o estresse na vida das pessoas e outras pesquisas mostram que perder o emprego pode criar o mesmo tanto de estresse que é causado quando se perde um ente querido, chegando a ser mais estressante que um divórcio. Dependendo da situação emocional em que o indivíduo se encontra após a demissão, ele pode obter problemas mais graves, como a depressão, e isso faz com que o demitido encontre diversas dificuldades no momento de se realocar no mercado de trabalho.

### Efeitos psicológicos
Diversos autores defendem que o desemprego causa perda de segurança e da autoestima do indivíduo, isto é, a demissão faz com que o demitido se torne uma pessoa insegura em relação aos seus familiares, aos outros profissionais e a si mesmo. É comum que, após um processo de desligamento da organização, o indivíduo se sinta menos capaz que os outros, tendo a sensação de inutilidade.

### Efeitos comportamentais
Por fim, a perda de emprego acarreta efeitos comportamentais nos indivíduos. Tais efeitos são uma espécie de consequência de outros já abordados anteriormente (emocionais e psicológicos) e acabam por interferir profundamente nos aspectos sociais, familiares e profissionais do indivíduo. O emprego é algo extrínseco e, portanto, fora do controle do indivíduo. Dessa forma, é natural que, ao perder o seu emprego, a pessoa não faça a mínima ideia de quando conseguirá outro, de quanto tempo ficará desempregada, o que ocasiona um comportamento de apatia e uma perda de estímulo. Tal comportamento tem relação com um efeito psicológico já tratado acima, a perda da autoestima. Uma vez desestimulado, o indivíduo não encontra forças para mudar a situação em que se encontra. Ao contrário, ele passa cada vez mais a reforçar seu comportamento, fazendo com que inicie, retome ou piore hábitos abusivos, como o consumo de drogas lícitas e ilícitas.